# シヴェーリア
シヴェーリア（ウクライナ語: Сі́верщина；ラテン語: Siveria；意訳: 「北の国」）は、中世から近世にかけて東ヨーロッパに存在した地名。語源は東スラヴ人のシヴェーリア族に因む。シヴェーリア州（ウクライナ語: Сі́верська земля́, Сі́верщина）、セヴェリア（ラテン語: Severia）とも。

## 概要
左岸ウクライナ、ドニプロ川の支流であるデスナー川の中流、セイム川とソージュ川の流域を中心とした地域。現在のウクライナのチェルニーヒウ州とスームィ州、およびロシアのブリャンスク州とクルスク州に広がっていた。中心地はチェルニーヒウとノーウホロド＝シーヴェルシクィイ（現ウクライナ）にあった。11世紀から16世紀までにキエフ大公国の分国であったシヴェーリア公国の別称で、ルーシの一部であった。17世紀から18世紀にかけてはコサック国家の北方の領域、18世紀末期にその国家の呼称となった。シヴェーリアの支配をめぐってリトアニア大公国、ポーランド王国とモスクワ大公国が争った。